# Arnaldo André
Arnaldo André, (Sant Bernardino, Departament de la Cordillera, Paraguai; 10 de novembre de 1943) és un actor paraguaià de televisió, actiu principalment a l'Argentina.

## Biografia
Arnaldo André va néixer el 10 de novembre de 1943, a Sant Bernardino, Departament de la Cordillera, Paraguai. Va saltar a la fama en la dècada de 1960, després d'haver-hi coprotagonitzat amb Mirtha Legrand l'obra teatral 40 kilates.
En els anys setanta va participar en pel·lícules taquilleres com Mi agmigo Luis al costat de Luis Sandrini, però la seva fama vindria protagonitzant a galant en la pantalla petita durant aquests anys, en telenovel·les com a Pobre diabla i Piel Naranja Temps després va viatjar a Veneçuela per protagonitzar Rafaela i María del Mar ambdues amb l'actriu veneçolana Chelo Rodríguez, així com les telenovel·les Penélope i Rosa de la calle, compartint crèdits aquesta vegada amb Amanda Gutiérrez.
En els anys vuitanta va formar una parella memorable al costat de Luisa Kuliok, en peces com a Amor gitano, Amo y senyor i El infiel. Entre 2000 i 2001 va participar en la reeixida telenovel·la mexicana Abrazame fuerte al costat de Victoria Ruffo, Aracely Arámbula, Fernando Colunga i César Évora.